# Stožerni general
Stožerni general je najviši vojni čin u Hrvatskoj vojsci. U Hrvatskoj ratnoj mornarici odgovara mu čin admirala flote (do 1999. godine ovaj čin zvao se stožerni admiral). Prema NATO-voj klasifikaciji nosi oznaku OF-10.
Mnoge vojske dodjeljuju ovaj čin svojim najzaslužnijim generalima i vojskovođama. U Američkoj vojsci ovaj čin odgovara General of the Army, dok u Britanskoj vojsci odgovara čin Field Marshal (feldmaršal). U Jugoslavenskoj narodnoj armiji postojao je čin generala armije.

## Popis generala s činom stožernog generala u HV
Do sada su u čin stožernog generala u Hrvatskoj vojsci promaknuti:
- stožerni general Petar Stipetić
- stožerni general Martin Špegelj
- stožerni general Anton Tus
- stožerni general Janko Bobetko
- stožerni general Zvonimir Červenko
- stožerni admiral Sveto Letica
- stožerni general Gojko Šušak (postumno).

Niti jedan nije u djelatnoj službi (stanje 2007.)